# Rita Mundim

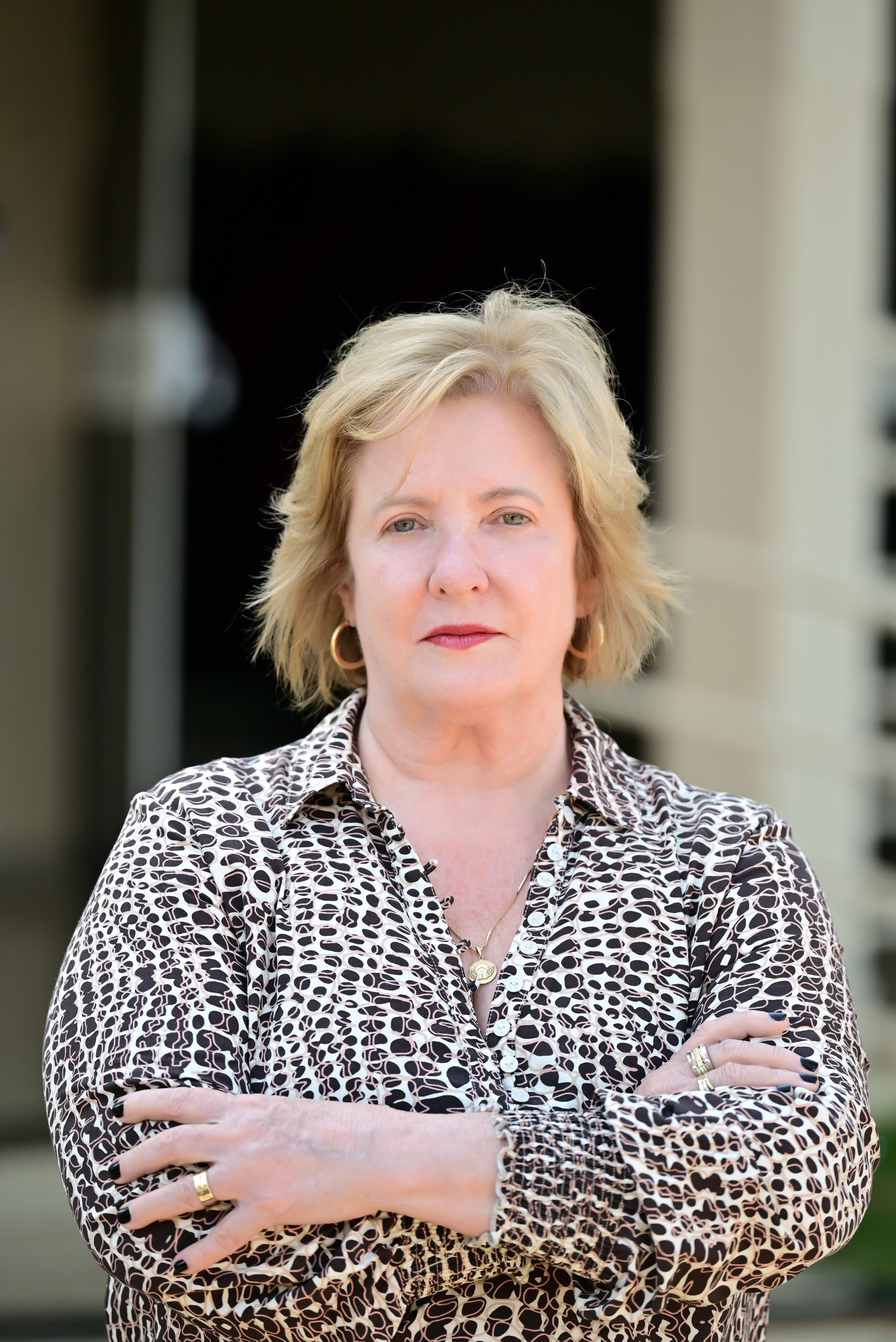
Rita Mundim

Rita de Cássia Neves Mundim (Belo Horizonte, 13 de setembro de 1957) é uma economista, professora e comentarista econômica. É diretora da Aporte Educacional desde 2003, professora convidada da Fundação Dom Cabral desde 1990 e comentarista econômica da Rádio Itatiaia.
Rita Mundim é Mestre em Administração, Especialista em Ciências Contábeis pela F.G.V., e em Mercado de Capitais pela U.F.M.G., economista pela U.F.M.G., professora da Fundação Dom Cabral, é CFG (Certificação ANBIMA de Fundamentos em Gestão), CGA (Certificação de Gestores ANBIMA) e Administradora de Carteiras de Valores Mobiliários (CVM).
- Comentarista econômica da Rádio Itatiaia
- Prêmio Minas Gerais de Desenvolvimento Econômico- 2006
- Prêmio Apimec Nacional – Melhor Profissional de Mercado-2008[5]
- Prêmio Apimec -MG – Melhor Profissional de Imprensa -2000 e 2008[5]
- Agraciada com a Medalha Paulo Souza Lima, do Mérito Cooperativista – 2019
- Prêmio Somos Coop – Influenciadora do Cooperativismo- 2020[6]

Como comentarista econômica começou a carreira em 1998, trabalhando no Canal 23 , uma TV a cabo da Grande BH comandada por Lauro Diniz, Alberico Souza Cruz e Elos Noli em seguida trabalhou na rede BANDMINAS nos jornais locais e na rádio Bandnews , de 2000 a 2012 e a partir de 2013 foi para a Rádio Itatiaia onde permanece até hoje. Assinou uma coluna no portal DEFATOONLINE de 2020 até dezembro de 2022 e publicou vários artigos nos órgãos de imprensa.
Na fundação Dom Cabral atua como professora convidada desde 1990 dando aulas de mercado de capitais, derivativos, governança cooperativa e na elaboração de cenários econômicos. Em 2004 , desenvolveu um curso online para capacitação nas certificações da Anbima ,  CPA-10 e CPA-20 e a partir daí teve seu primeiro contato com o cooperativismo brasileiro passando a admirar, defender e trabalhar em prol e para o cooperativismo. 